# جایتون (تگزاس)
جایتون، تگزاس (به انگلیسی: Jayton, Texas) یک شهر در ایالات متحده آمریکا با جمعیت ۵۳۴ نفر است که در تگزاس واقع شده‌است.

## موقعیت جغرافیایی
موقعیت جغرافیایی شهرها و مناطق اطراف به شرح زیر است: